# Hans-Jörg Neumann
Hans-Jörg Neumann es un deportista de la RDA que compitió en luge en la modalidad doble. Ganó dos medallas de plata en el Campeonato Mundial de Luge, en los años 1974 y 1975, y una medalla de plata en el Campeonato Europeo de Luge de 1975.

## Palmarés internacional
| Campeonato Mundial | Campeonato Mundial    | Campeonato Mundial | Campeonato Mundial |
| Año                | Lugar                 | Medalla            | Prueba             |
| ------------------ | --------------------- | ------------------ | ------------------ |
| 1974               | Königssee (RFA)       | Medalla de plata   | Doble              |
| 1975               | Hammarstrand (Suecia) | Medalla de plata   | Doble              |
| Campeonato Europeo |                       |                    |                    |
| Año                | Lugar                 | Medalla            | Prueba             |
| 1975               | Valdaora (Italia)     | Medalla de plata   | Doble              |